# كوبري دسوق العلوي
كوبري دسوق العلوي، هو جسر علوي خرساني يربط بين مدينة دسوق  ومركز ومدينة الرحمانية على نهر النيل - فرع رشيد، وبينهما جزيرة الرحمانية في وسط النيل، وهو أطول الكباري على نهر النيل في كل دول حوض النيل.

## أرقام وحقائق

كوبري دسوق العلوي.

ويبلغ طوله 1295 (حوالي 1.3 كم) متر بدون امتدادته وتفرعاته، وعرضه 21 متر، وبلغت تكلفته 30 مليون جنيه، وحمولته 70 طن وقام بافتتاحه الرئيس السابق محمد حسنى مبارك عام 1989 باسم كوبري 6 أكتوبر، وتم تغييره فيما بعد إلى اسمه الحالي.
ويربط محافظة كفر الشيخ ومحافظات البحيرة والإسكندرية والغربية، وهو عبارة عن مساران لتيسير السيارات بجميع أنواعها.

## التطوير
يخضع لإشراف الهيئة العامة للطرق والكباري. وتقوم الهيئة بعمل الصيانة طبقاً لخطة، وأصبح هذا الكوبري شريان يربط بين المحافظات المذكورة وبناءً على رغبة المواطنين القاطنين بجزيرة الرحمانية الواقعة أسفل الكوبري وافق رئيس الجمهورية السابق بعمل سلالم لهم، يستخدمونها للصعود والنزول من وعلى الكوبري.

## معرض الصور

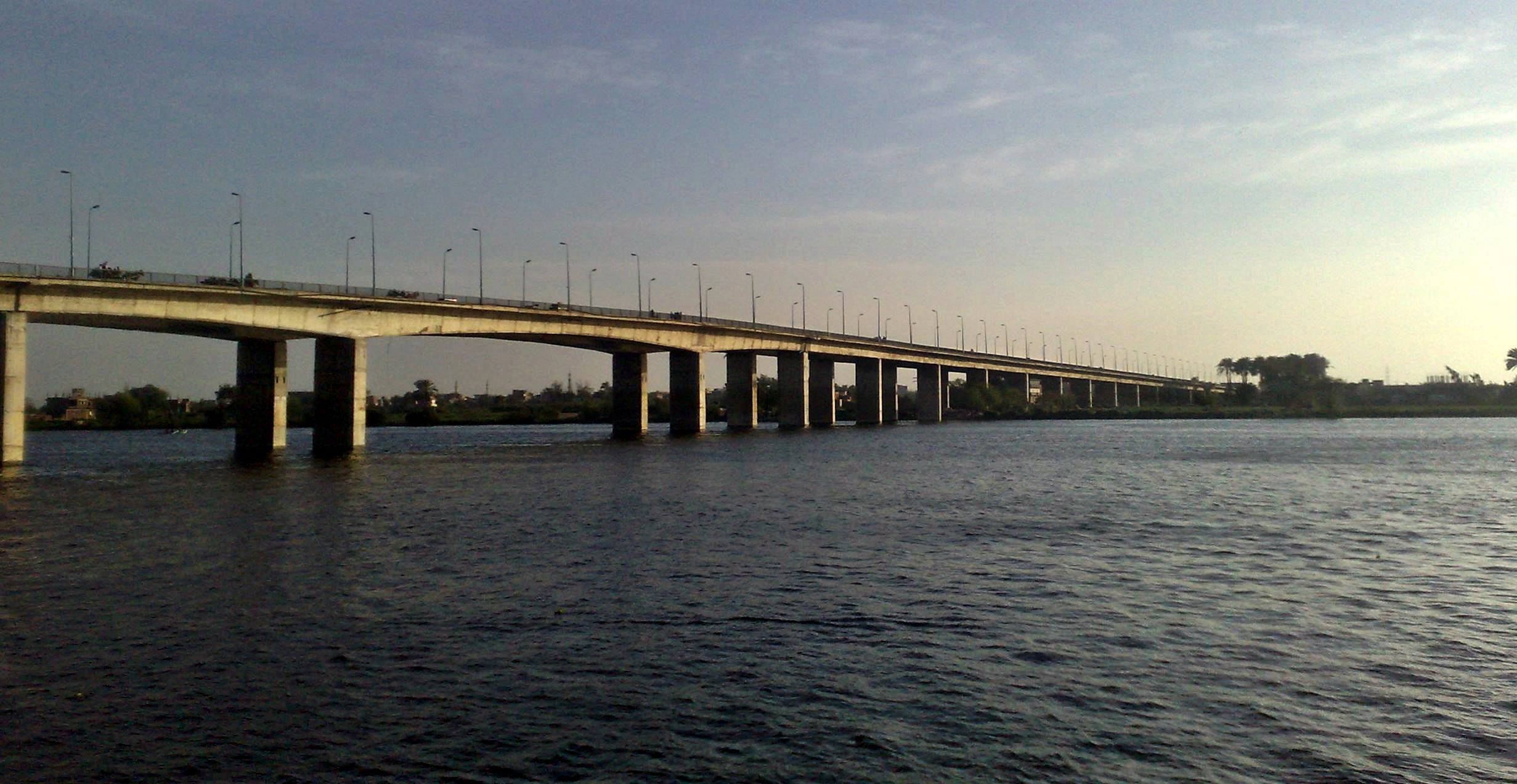
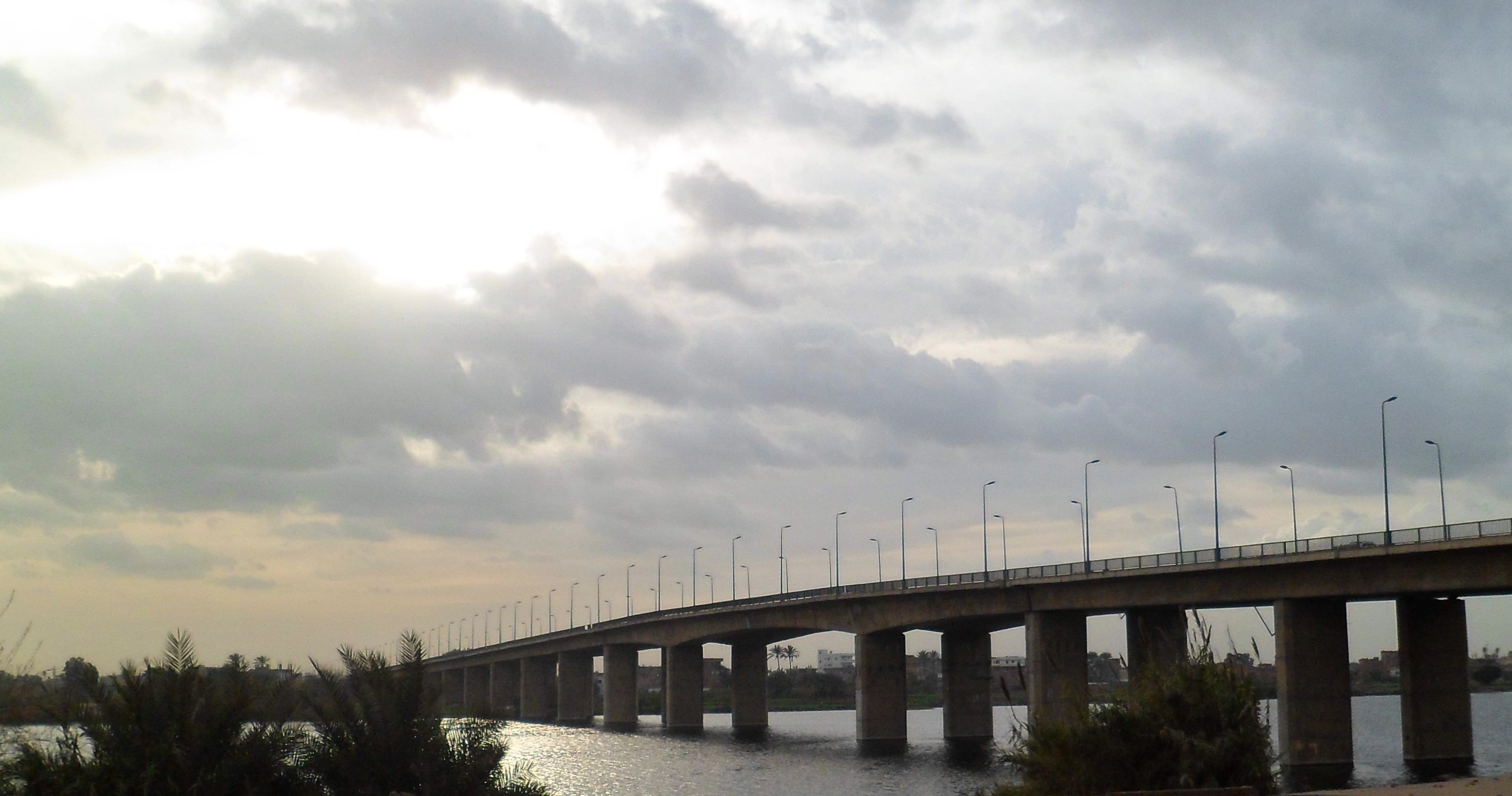
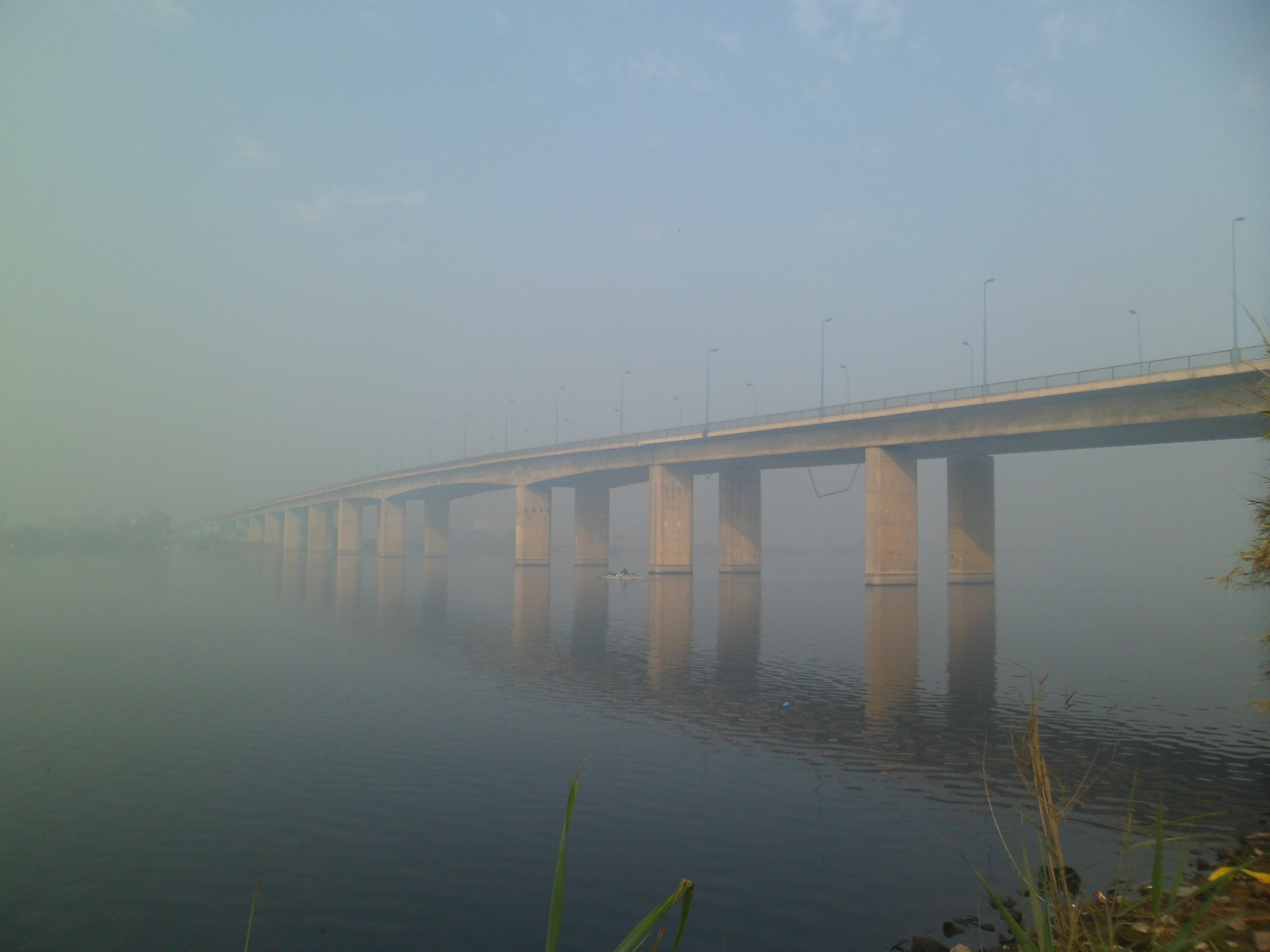
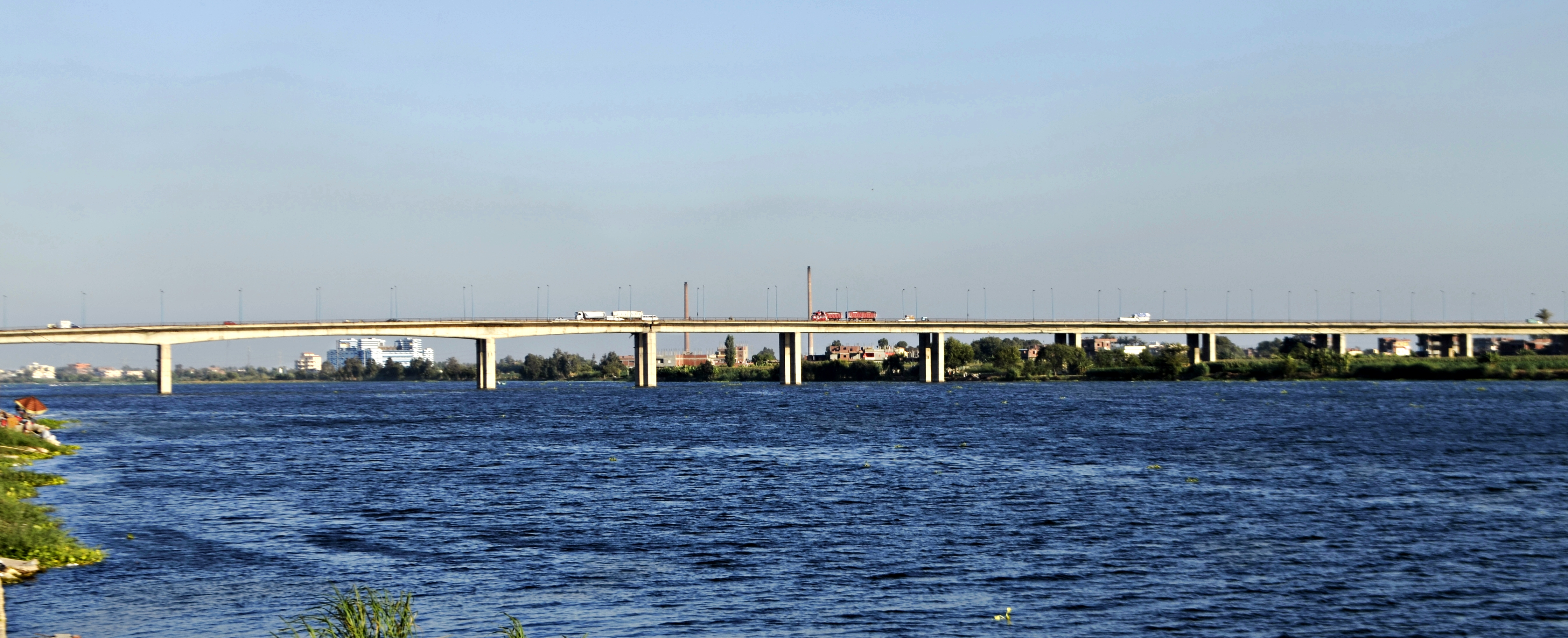
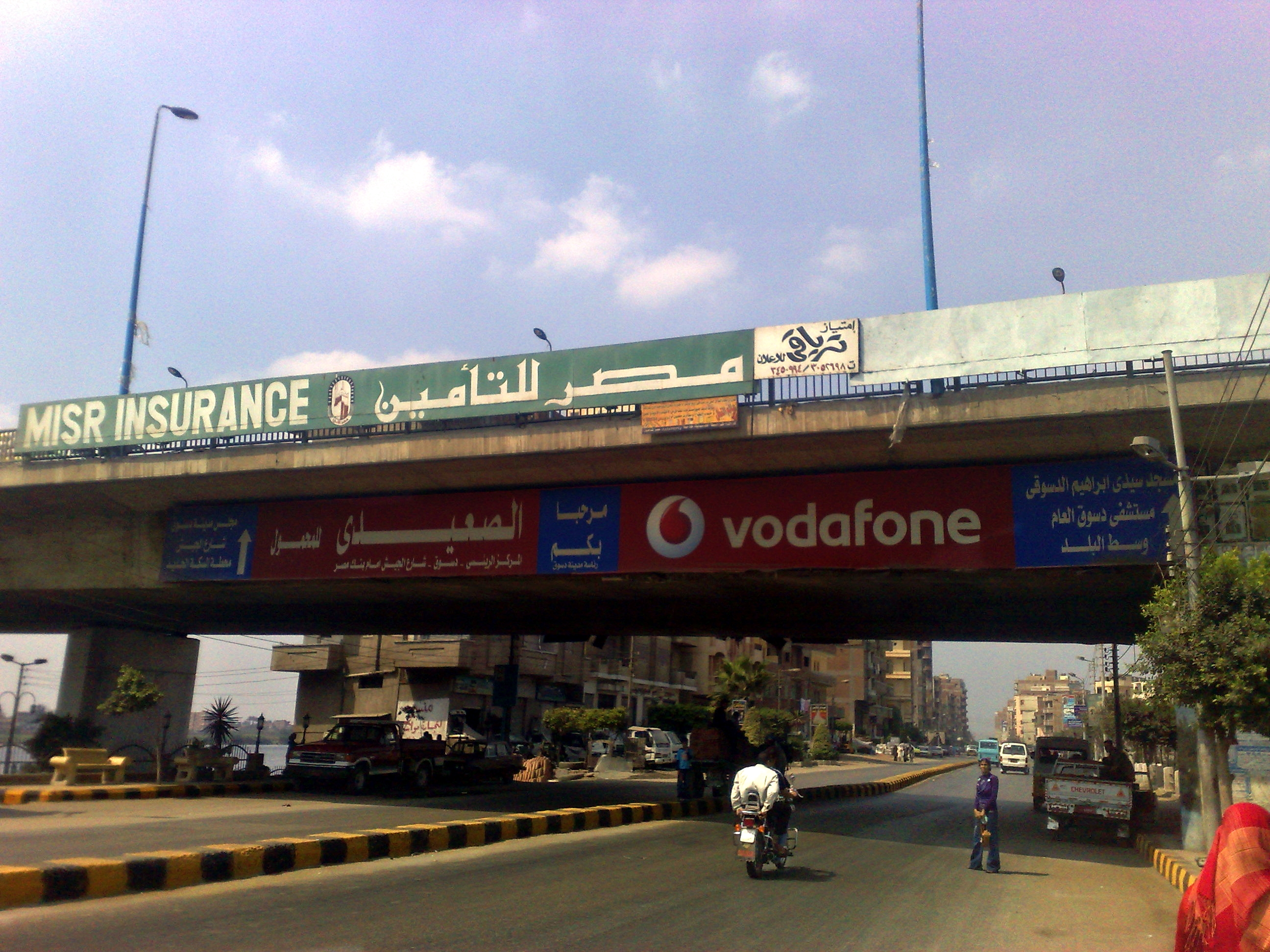